# Sjef van Run
Jozephus Johannes Antonius Franciscus van Run, známý jako Sjef van Run (12. ledna 1904, Bois-le-Duc – 17. prosince 1973, Eindhoven) byl nizozemský fotbalista, který hrál jako obránce. Byl reprezentantem Nizozemska, hrál na Mistrovství světa ve fotbale 1934. Byl součástí týmu, který hrál na Letních olympijských hrách 1928, do žádného zápasu ale nenastoupil.
Celou svou kariéru hrál za PSV Eindhoven, dvakrát se stal mistrem Nizozemska.